# 中国共産党中央政治局常務委員会
中国共産党中央政治局常務委員会（ちゅうごくきょうさんとうちゅうおうせいじきょくじょうむいいんかい）は、中国共産党の最高意思決定機関。憲法に於いて「中国共産党が国家を領導する」と規定されている中華人民共和国の政治構造において、事実上国家の最高指導部でもある。
歴代では7人から構成する場合が多かったため、「チャイナセブン」とも称されてきた。

## 概要
中国共産党の最高指導機関は全国代表大会（党大会）であるが、通常5年に一度しか開会されず、党大会で選出された党中央委員会が党大会閉会中の最高指導機関としての職権を行使し、対外的に党を代表する。しかし、中央委員会も通常毎年1回程度しか開かれないので、中央委員会全体会議で選出された党中央政治局とその上位機関である党中央政治局常務委員会が、中央委員会閉会中にその職権を代行する。すなわち、政治局と政治局常務委員会が平常時における党の最高指導権を掌握・行使し、日常的に重要政策を審議・決定する。
政治局常務委員会は党の「全体局面に関わる活動方針、政策」について意見を作成し、政治局がその意見に基づいて決定を行う。そして、この決定内容を政治局常務委員会が計画、実施する。政治局常務委員会は、執行機関である党中央書記処（政治局および政治局常務委員会の事務機構）に対して党内関係部門へ決定内容の実行を指示する。つまり、全体局面に関わる活動方針や政策性の文書の決定などの重大事項の決定は政治局が行うが、政治局会議は一般に毎月1回の開催のため、毎週1回開催される政治局常務委員会が政治局の「代行および執行機関」として日常的に政策を計画、実施する。政治局常務委員は政治局委員よりも高い権威を有しており、政治局委員にとって政治局常務委員は各担当ポストでの上役であることから、実際の政治過程において政治局は、政治局常務委員会が提出した意見・決定について補充的意見を述べることはあるが、反対意見によって否決することは少なく、結果として政治局常務委員会が提出した議案を追認することがほとんどではないかと推測される。従って、政治局常務委員会は政治局の上位機関として、中国共産党における事実上の最高意思決定機関に位置づけられる。
政治局および政治局常務委員会は、次期党大会の開催中も党の日常活動を継続して行い、次期中央委員会で新しい政治局および常務委員会が選出されるまで業務を行う。
中国共産党の最高指導者である中国共産党中央委員会総書記は、政治局常務委員の中から必ず選出されることが定められている。また慣例上、国務院総理（首相）も必ず政治局常務委員から選出されている。国家主席、全国人民代表大会常務委員会委員長（国会議長）、中国人民政治協商会議全国委員会主席、中国共産党中央軍事委員会主席、国務院常務副総理（第一副首相）、中国共産党中央書記処常務書記と中国共産党中央規律検査委員会書記も政治局常務委員から選ばれるケースが多い。
党内の権力闘争の激化を避けるために最高指導部である政治局常務委員経験者の刑事責任は追及しない党内の不文律「刑不上常委」があり、文化大革命終了後の四人組裁判で王洪文・張春橋が訴追されて以降は政治局常務委員経験者が刑事訴追された例はなかったが、2015年4月に前政治局常務委員の周永康が刑事訴追されたことが中国国営メディアによって報じられ、「刑不上常委」は破られた。
趙紫陽時代に5人だった政治局常務委員は、趙紫陽総書記失脚後常にバランス人事が図られ、増加していった。特に胡温体制が発足した第16期党中央委員会第1回全体会議（第16期1中全会）では江沢民体制の7人から2人増えて9人となった。政治局常務委員9人体制は第17期にも引き継がれたが、習体制（第5世代）に移行した第18期1中全会では政治局常務委員は7人に減員した。習近平体制における政治局常務委員の減員については、決定の迅速化や習近平総書記の権限強化が狙いとされる。

## 職権
党中央政治局常務委員会は、党中央委員会全体会議によって選出される。政治局常務委員会の職権について、党規約第22条は「中央政治局とその常務委員会は、中央委員会全体会議の閉会期間において中央委員会の職権を行使する」、「政治局常務委員会が中央書記処の構成員を指名する」と定めている。なお、日本の中国政治研究者である坪田敏孝は、政治局常務委員会の具体的な職権として以下の項目を挙げている。
- 党大会と中央委員会が確定した路線・方針・政策に基づいて、全体局面に関わる活動方針、政策性の問題について研究し、意見を政治局に提出する。
- 政治局が制定した方針・政策を計画、実施する。
- 党中央規律検査委員会・党中央軍事委員会・全国人民代表大会常務委員会党組[注釈 4]、国務院党組が提出する路線・方針・政策性の問題について決定を行う。
- 党中央各部部長、各省・自治区・直轄市党委員会書記と国家機関各部長・委員会主任、各省省長・自治区主席・直轄市市長の人選を審議し、政治局に提出する。党中央各部副部長、各省・自治区・直轄市党委員会副書記と国家機関各部副部長・委員会副主任、各省副省長・自治区副主席・直轄市副市長の人選を審議し、指名を行う。
- 重大な突発事件に対して早期に関連の決定を行い、党中央の名義で文書を発出する。
- 政治局に対して責任を負い、報告を行う。その監督を受ける。

## 会議制度
坪田敏孝の研究によると、中央政治局常務委員会の会議制度および文献批准の方式は以下の通り。
- 中央政治局常務委員会における政策決定は一般に会議形式で行う。一般に毎週1回開催する。
- 会議の議題は中央委員会総書記あるいはその委託を受けた政治局常務委員が決める。党中央書記処あるいは関係部門が会議の重要討論文書を準備する。
- 会議は総書記が招集し、主宰する。あるいは臨時に委託を受けた政治局常務委員が主宰する。
- 問題について決定を行う際、少数は多数に従う原則に基づいて表決を行う。表決は無記名投票、挙手方法、その他の方式を採用できる。重要幹部の任免あるいは人選を指名する際は逐一表決しなければならない。表決結果は主宰者がその場で公表する。
- 毎回の会議の結果はすべて記録をとり、会議紀要を編纂する。会議紀要は、総書記、あるいはその委託を受けた政治局常務委員が署名し、発出する。会議紀要は、政治局の全委員に発出する。
- 会議の議論の後、採択された、あるいは政治局常務委員の回覧・同意を経た文書は、総書記、あるいはその委託を受けた政治局常務委員の審査の上、署名、発出される。

## 第20期中央政治局常務委員会
| 顔写真 | 氏名   | 任期開始               | 任期終了   | 主要役職                                                                                          |
| ------ | ------ | ---------------------- | ---------- | ------------------------------------------------------------------------------------------------- |
|        | 習近平 | 再任（2007年11月より） | 2027年10月 | 中国共産党総書記（最高指導者格） 中国共産党中央軍事委員会主席 中国国家主席 中国中央軍事委員会主席 |
|        | 李 強  | 2022年10月             | 2027年10月 | 国務院総理（首相）                                                                                |
|        | 趙楽際 | 再任（2017年10月より） | 2027年10月 | 全国人民代表大会常務委員会委員長（国会議長）                                                      |
|        | 王滬寧 | 再任（2017年10月より） | 2027年10月 | 中国人民政治協商会議全国委員會主席                                                                |
|        | 蔡 奇  | 2022年10月             | 2027年10月 | 中国共産党中央書記処常務書記 中国共産党中央弁公庁主任                                             |
|        | 丁薛祥 | 2022年10月             | 2027年10月 | 国務院副総理（第1副首相）                                                                         |
|        | 李 希  | 2022年10月             | 2027年10月 | 中国共産党中央規律検査委員会書記                                                                  |

## 歴代政治局常務委員
中央政治局常務委員会は1928年7月の第6期1中全会において設立された。1934年1月の第6期5中全会から1956年9月の第8期党大会での党規約改正までの間は中央書記処と称し、第8期1中全会からは再び中央政治局常務委員会と称して現在にいたる。第8期党大会以降の中央書記処は、単なる日常業務の処理機構となった。

### 第6期
第6期1中全会（1928年7月）
蘇兆征（1929年春に病死）、向忠発、項英 、周恩来、蔡和森（1928年11月に解任）、李立三（後に加入）
1930年8月6日  中央行動委員会主席団委員
向忠発、李立三、周恩来、瞿秋白、徐錫根、雇順章、袁炳輝
第6期3中全会（1930年9月24日 - 28日）
向忠発、周恩来、瞿秋白
第6期4中全会（1931年1月）
向忠発、周恩来、張国燾、陳紹禹（2月に加入）
1931年6月　向忠発が逮捕された後
盧福坦、周恩来、張聞天
1931年9月
博古、張聞天、盧福坦
第6期5中全会（1934年1月）
博古、張聞天、周恩来、項英
1935年1月  中央政治局拡大会議（遵義会議）
張聞天、毛沢東、周恩来、博古、項英
1937年12月  中央政治局会議
張聞天、毛沢東、陳紹禹、陳雲、康生
第6期6中全会（1938年9月 - 11月）
毛沢東、張聞天、陳雲、康生、陳紹禹、任弼時（1940年7月に加入）
1943年3月20日  中央政治局会議
毛沢東（中央政治局主席兼中央書記処主席）、劉少奇、任弼時
第6期7中全会（1944年5月 - 1945年4月）
毛沢東、朱徳、劉少奇、任弼時、周恩来
- 上記5名で主席団を形成し、毛沢東が主席団の主席となる。会議期間中は主席団が党の日常業務を処理し、政治局と書記処は職務を停止。

### 第7期
第7期1中全会（1945年6月）
毛沢東（中央委員会主席。副主席は設置せず）、朱徳、劉少奇、周恩来、任弼時（1950年10月に死去）、陳雲（1950年6月、第7期3中全会にて就任）

### 第8期
第8期1中全会（1956年9月）
毛沢東、劉少奇、周恩来、朱徳、陳雲、鄧小平、林彪（1958年第8期5中全会にて就任）
- 中央委員会主席：毛沢東
- 中央委員会副主席：劉少奇、周恩来、朱徳、陳雲、林彪（第8期5中全会にて就任）
- 中央書記処総書記：鄧小平

第8期11中全会（1966年8月）
毛沢東、林彪、周恩来、陶鋳、陳伯達、鄧小平、康生、劉少奇（第8期12中全会にて解任）、朱徳、李富春、陳雲
- 主席：毛沢東　副主席：林彪

### 第9期
第9期1中全会（1969年4月）
毛沢東、林彪、周恩来、陳伯達、康生
- 主席：毛沢東　副主席：林彪

### 第10期
第10期1中全会（1973年8月）
毛沢東、周恩来（1976年1月に死去）、王洪文、康生（1975年12月に死去）、葉剣英、李徳生（1975年1月、辞職）、朱徳、張春橋、董必武（1975年6月に死去）、鄧小平（第10期2中全会にて就任） 
- 主席：毛沢東
- 副主席：周恩来、王洪文、康生、葉剣英、李徳生、鄧小平（第10期2中全会にて就任）

1976年4月  中央政治局会議
毛沢東（1976年9月に死去）、華国鋒、王洪文（1976年10月、解任）、葉剣英、朱徳（1976年7月に死去）、張春橋（1976年10月、解任） 
- 主席：毛沢東
- 副主席：華国鋒、王洪文、葉剣英

1976年10月7日  中央政治局会議
華国鋒（中央委員会主席）、葉剣英
第10期3中全会（1977年7月）
華国鋒（中央委員会主席）、葉剣英、鄧小平

### 第11期
第11期1中全会（1977年8月）
華国鋒、葉剣英、鄧小平、李先念、汪東興（第11期5中全会にて解任）、陳雲（第11期3中全会にて就任）、胡耀邦（第11期5中全会にて就任）、趙紫陽（第11期5中全会にて就任）
- 主席：華国鋒
- 副主席：葉剣英、鄧小平、李先念、汪東興

第11期6中全会（1981年6月）
胡耀邦、葉剣英、鄧小平、趙紫陽、李先念、陳雲、華国鋒
- 主席：胡耀邦
- 副主席：葉剣英、鄧小平、趙紫陽、李先念、陳雲、華国鋒

### 第12期
第12期1中全会（1982年9月）
胡耀邦（中央委員会総書記）、葉剣英（第12期5中全会で辞任）、鄧小平、趙紫陽、李先念、陳雲
1987年1月  中央政治局拡大会議
趙紫陽（総書記代理）、鄧小平、李先念、陳雲、胡耀邦

### 第13期
第13期1中全会 （1987年11月）
趙紫陽（総書記）、李鵬、喬石、胡啓立、姚依林
第13期4中全会 （1989年6月）
江沢民（総書記）、李鵬、喬石、姚依林、宋平、李瑞環

### 第14期
第14期1中全会（1992年10月）
江沢民（総書記）、李鵬、喬石、李瑞環、朱鎔基、劉華清、胡錦濤

### 第15期
第15期1中全会（1997年9月）
江沢民（総書記）、李鵬、朱鎔基、李瑞環、胡錦濤、尉健行、李嵐清

### 第16期
第16期1中全会（2002年11月）
胡錦濤（総書記）、呉邦国、温家宝、賈慶林、曽慶紅、黄菊（2007年6月病死）、呉官正、李長春、羅幹

### 第17期
第17期1中全会（2007年11月）
胡錦濤（総書記）、呉邦国、温家宝、賈慶林、李長春、習近平、李克強、賀国強、周永康

### 第18期
第18期1中全会（2012年11月）
習近平（総書記）、李克強、張徳江、兪正声、劉雲山、王岐山、張高麗

### 第19期
第19期1中全会（2017年10月）
習近平（総書記）、李克強、栗戦書、汪洋、王滬寧、趙楽際、韓正

### 第20期
第20期1中全会（2022年10月）
習近平（総書記）、李強、趙楽際、王滬寧、蔡奇、丁薛祥、李希